# Ludivine Henrion
Ludivine Henrion (Namen, 23 januari 1984) is een Belgisch wielrenster. In 2012 werd Henrion geselecteerd voor de wegrit op de Olympische Zomerspelen in Londen. 
Henrion heeft een relatie met wielrenner Olivier Kaisen.

## Palmares

### 2012
- BK
- 16e Omloop het Nieuwsblad

### 2011
- BK tijdrijden
- 8e WK
- 8e Ronde van Vlaanderen

### 2009
- 9e Omloop het Nieuwsblad
- BK

### 2007
- BK
- BK tijdrijden

### 2006
- WK voor Universitairen op de weg

## Ploegen
- 2004:	Bik - Gios
- 2005:	Therme Skin Care
- 2006:	 Lotto - Belisol Ladiesteam
- 2007:	 DSB Bank
- 2008:	AA Drink Cycling Team
- 2009-2010 RedSun Cycling Team
- 2011 - heden Lotto Belisol Ladies

Aunave · Baxter · De Vocht · De Vuyst · Depoorter · Dervan · Henrion · Jacotey · Pirard · Schoonbaert · Staes · van den Broeck · Van Doorslaer · Van Rie · Vardaros · Verbeke · Watt
Andréasson · Cromwell · De Vuyst · Delfosse · Gilmore · Goossens · Hatch · Henrion · Hoskins · Moolman · Naude · Schoonbaert · Taylor · Werner · Whitelaw
Carless · de Groot · De Vuyst · Duyck · Goossens · Hannes · Henrion · Moolman · Nijns · Olivier · Pretorius · Schoonbaert · Taylor · van de Winkel · Van Looy